# Rona Ambrose
Pour les articles homonymes, voir Ambrose.
Ronalee Chapchuk Ambrose, dite Rona Ambrose, née le 15 mars 1969 à Valleyview (Alberta), est une femme politique canadienne. Siégeant à la Chambre des communes du Canada de 2004 à 2017, elle occupe plusieurs postes de ministre dans le cabinet de Stephen Harper de 2006 à 2015. Du 5 novembre 2015 au 27 mai 2017, elle est également chef intérimaire du Parti conservateur et de ce fait chef de l'opposition officielle.

## Biographie

### Jeunesse et études
Rona Ambrose est élevée au Brésil et en Alberta. En plus de l'anglais, elle parle couramment l'espagnol et le portugais, et, dans une moindre mesure, le français,. Elle détient un baccalauréat de l'université de Victoria et une maîtrise en science politique de l'université de l'Alberta. Elle est conseillère en communication et conseillère politique pour le gouvernement de l'Alberta.

### Engagement politique

#### Chambre des communes du Canada
Ambrose est députée à la Chambre des communes du Canada de la circonscription d'Edmonton—Spruce Grove (Alberta) de 2004 à 2015 au nom du Parti conservateur. Elle représente par la suite la circonscription de Sturgeon River—Parkland de 2015 jusqu'à sa démission en 2017.
Lorsque les conservateurs sont dans l'opposition, elle est porte-parole en matière d'Affaires intergouvernementales, de 2004 à 2006. Le 16 février 2005, elle fait la une des journaux après avoir adressé une remarque cinglante à la Chambre des communes à l'endroit du ministre libéral du Développement social de l'époque, Ken Dryden, lui disant que « les femmes qui travaillent veulent faire leurs propres choix, nous n'avons pas besoin que de vieux hommes blancs nous disent quoi faire », en référence au plan libéral d'instaurer un réseau national de garderies.
Ambrose est considérée comme une représentante forte du conservatisme canadien : une jeune femme à l'aise face à la grosse bureaucratie gouvernementale, un sujet de colère pour les prédécesseurs de son parti du Parti réformiste et de l'Alliance canadienne. Elle est parfois mentionnée comme une candidate potentielle à la direction du Parti conservateur. Ambrose est temporairement critique de l'opposition en matière de Commerce international après la défection de Belinda Stronach vers le Parti libéral.

#### Cabinet de Stephen Harper

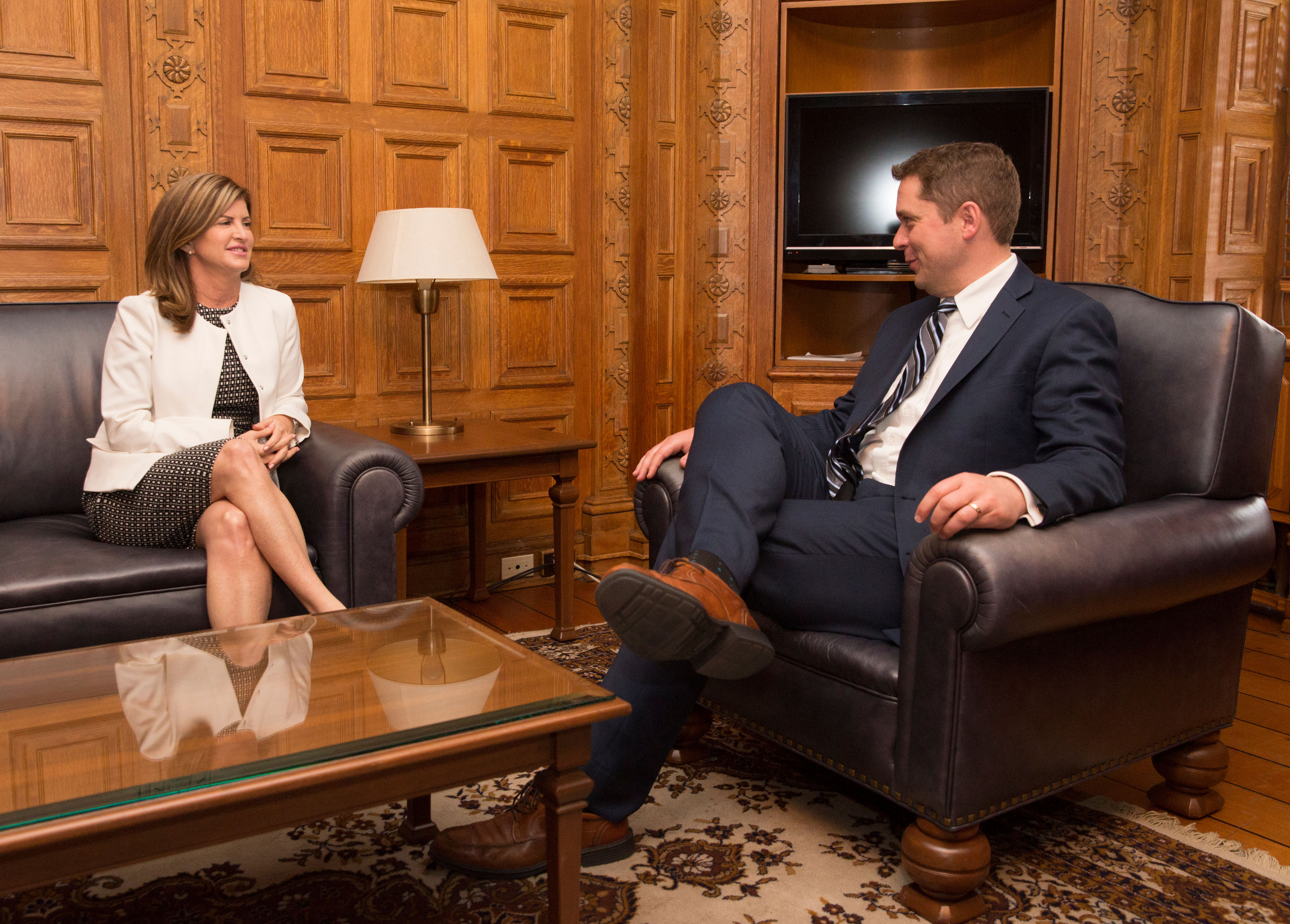
Rona Ambrose avec Andrew Scheer en 2017.

Lors des élections fédérales de 2006, Rona Ambrose est réélue députée de sa circonscription d'Edmonton—Spruce Grove avec 66,6 % des suffrages. Le 6 février 2006, elle est nommée ministre de l'Environnement au sein du nouveau gouvernement de Stephen Harper. Elle est alors responsable d'Environnement Canada et Parcs Canada jusqu'au 4 janvier 2007.
En mai 2006, elle remet en question la validité du protocole de Kyoto. Plusieurs groupes environnementalistes lui demandent de démissionner alors qu'elle préside la conférences des Nations unies sur  les changements climatiques. Elle annonce le même mois que la basilique-cathédrale Marie-Reine-du-Monde serait reconnue comme un lieu historique national du Canada.
Elle est ministre des Affaires intergouvernementales du 4 janvier 2007 au 29 octobre 2010, ministre du Travail du 30 octobre 2008 au 18 janvier 2010, puis ministre des Travaux publics et des Services gouvernementaux du 19 janvier 2010 au 14 juillet 2013, ainsi que ministre de la Condition féminine du 9 avril 2010 au 14 juillet 2013. Le 20 décembre 2011, elle appelle au boycott des bananes Chiquita dont les dirigeants refusent du pétrole en provenance de sables bitumineux de l'Alberta afin de diminuer leur empreinte écologique,.
Le 26 septembre 2012, Rona Ambrose vote en faveur de la motion M-312 du député conservateur pro-vie Stephen Woodworth. Cette motion vise à procéder à une étude de la définition de l'« être humain » qui se retrouve dans le Code criminel canadien. Selon ses opposants, cette motion pourrait avoir pour effet de rouvrir le débat sur le droit à l'avortement. La motion controversée M-312 est finalement défaite (203 contre, 91 pour) à la Chambre des communes et les députés n'auront pas à former de comité spécial pour déterminer si le fœtus devrait être considéré comme un être humain en vertu de l'article 223 du Code criminel du Canada. Elle est ministre de la Santé du 15 juillet 2013 au 4 novembre 2015.

#### Chef intérimaire du Parti conservateur
Lors des élections fédérales de 2015, le Parti conservateur est défait et son chef Stephen Harper annonce sa démission. Le 5 novembre 2015, Rona Ambrose est désignée chef par intérim du parti et donc de l'opposition officielle. Le 15 mai 2017, elle annonce qu'elle se retire de la politique à la fin de la session parlementaire.